# Nagycenk
Nagycenk est un village et une commune du comitat de Győr-Moson-Sopron en Hongrie.

## Histoire

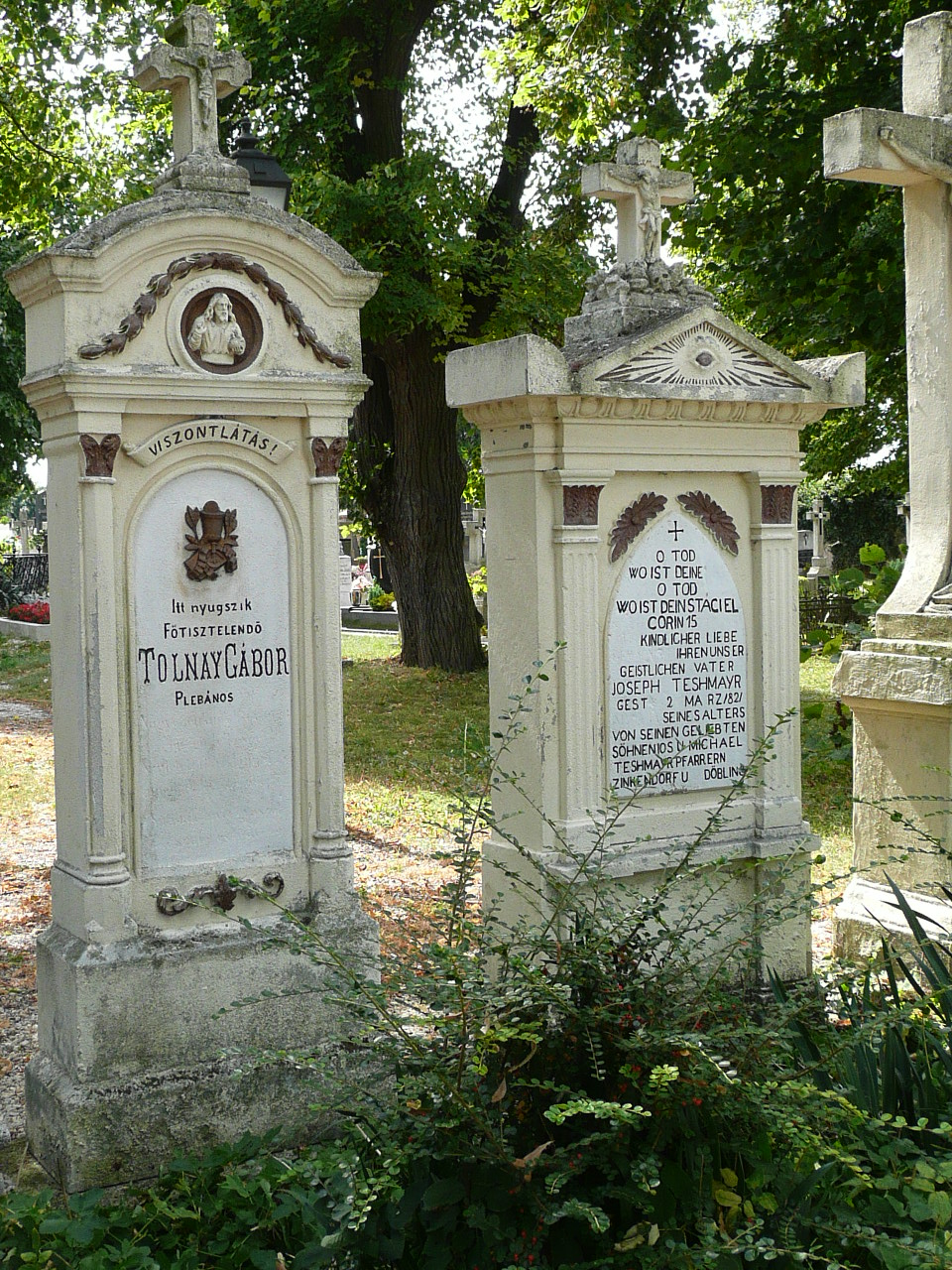
À droite, tombe de 1882, témoignage de la présence de germanophones.

Alors que les Ottomans occupent la majeure partie de l'Europe centrale, la région au nord du lac Balaton reste dans le Royaume de Hongrie (1538–1867). Jusqu'en 1918, NAGY-CZENK fait partie de la monarchie autrichienne (empire d'Autriche), dans la province de Hongrie en 1850 ; après le compromis de 1867, évidemment dans la Transleithanie, au Royaume de Hongrie.

## Jumelages
Nagycenk fait partie de la Charte des Communes Rurales d'Europe qui comprend une entité par État membre de l’Union européenne, soit 27 autres communes, :
- Hepstedt (Allemagne)
- Lassee (Autriche)
- Bièvre (Belgique)
- Slivo pole (Bulgarie)
- Léfkara (Chypre)
- Tisno (Croatie)
- Næstved (Danemark)
- Bienvenida (Espagne)
- Põlva (Estonie)
- Kannus (Finlande)
- Cissé (France)
- Kolindros (Grèce)
- Cashel (Irlande)
- Bucine (Italie)
- Kandava (Lettonie)
- Žagarė (Lituanie)
- Troisvierges (Luxembourg)
- Nadur (Malte)
- Esch (Pays-Bas)
- Strzyżów (Pologne)
- Samuel (Portugal)
- Starý Poddvorov (Tchéquie)
- Ibănești (Roumanie)
- Desborough (Royaume-Uni)
- Medzev (Slovaquie)
- Moravče (Slovénie)
- Ockelbo (Suède)